# تروفيو كالفيا 2021
تروفيو كالفيا 2021 (بالإسبانية: Trofeo Calvià 2021)‏ هو سباق دراجات هوائية من فئة سباق يوم واحد، وهو الموسم رقم 22 من تروفيو كالفيا، وأقيم في 13 مايو 2021، وامتدّ لمسافة 168.5 كيلومتر ضمن سباقات طواف أوروبا للدراجات 2021، وشارك فيه 158 متسابقاً ووصل إلى نهايته 75 متسابقاً.
فاز بالمركز الأول ريان جيبونز، وبالمركز الثاني أنتوني ديلابلاسي، وبالمركز الثالث Rune Herregodts ‏.

## الفرق
| فرق عالمية (6)- Cofidis - Movistar Team - Intermarché-Wanty-Gobert Matériaux - Israel Start-Up Nation - Qhubeka Assos - UAE Team Emirates فرق برو (10)- 2021 بي آند بي هوتيلز ‏ - Bardiani CSF Faizanè - برجس بي إتش 2021 ‏ - كاجا رورال-سيغوروس 2021 ‏ - كيرن فارما 2021 ‏ - أوسكالتيل أوسكادي 2021 ‏ - غازبروم روسفيلو 2021 ‏ - Rally Cycling - سبورت فلاندرين بالويس 2021 ‏ - Arkéa-Samsic فرق قارية (6)- إلكترو هايبر يوروبا 2021 ‏ - جيوس كيوي أتلانتيكو 2021 ‏ - Leopard TOGT Pro Cycling ‏ - مالوجا بوشبيكرز 2021 ‏ - دونر أكون 2021 ‏ - بايك أيد 2021 ‏ فريق وطني- فريق سويسرا لركوب الدراجات 2021 ‏ |  |
| |  |

## التصنيف العام النهائي
| التصنيف العام         | التصنيف العام          | التصنيف العام | التصنيف العام                 | التصنيف العام |
| العداء                | العداء                 | البلد         | الفريق                        | الوقت         |
| --------------------- | ---------------------- | ------------- | ----------------------------- | ------------- |
| 1                     | ريان جيبونز            | جنوب أفريقيا  | فريق الإمارات                 | 4 س 21 د 04 ث |
| 2                     | أنتوني ديلابلاسي       | فرنسا         | فورتنيو سامسيك                | + 0 ث         |
| 3                     | Rune Herregodts ‏       | بلجيكا        | سبورت فلاندرين بالويس ‏        | + 41 ث        |
| 4                     | إليوت ليتير            | بلجيكا        | فيتال كونسبت ‏                 | + 44 ث        |
| 5                     | Jordi López (cyclist) ‏ | إسبانيا       | Equipo Kern Pharma ‏           | + 44 ث        |
| 6                     | Sven Erik Bystrøm ‏     | النرويج       | فريق الإمارات                 | + 44 ث        |
| 7                     | خوان خوسيه لوباتو      | إسبانيا       | أوسكالتيل أوسكادي ‏            | + 44 ث        |
| 8                     | Kévin Ledanois ‏        | فرنسا         | فورتنيو سامسيك                | + 44 ث        |
| 9                     | ماوريتس لامرتينك       | هولندا        | انترمارشي وانتي جوبيرت ماتيرو | + 44 ث        |
| 10                    | فيلي سميت              | جنوب أفريقيا  | برجس بي إتش ‏                  | + 44 ث        |
| مصدر: ProCyclingStats |                        |               |                               |               |

## وصلات خارجية
- الموقع الرسمي
- لمحة عن سباق تروفيو كالفيا 2021 على موقع  ProCyclingStats   (برو  سايكلنج  ستاتس) - إحصاءات  محترفي  الدراجات.
- تروفيو كالفيا 2021 على موقع إحصائيات الدراجات الإحترافية (الإنجليزية)